# 穆耶龙昂帕雷
穆耶龙昂帕雷（法語：Mouilleron-en-Pareds，法語發音：[mujʁɔ̃ ɑ̃ paʁɛ]）是法国卢瓦尔河地区大区旺代省的一个旧市镇，属于丰特奈勒孔特区。2016年1月1日，穆耶龙昂帕雷和相邻的圣日耳曼莱吉耶合并为新市镇穆耶龙-圣日耳曼，穆耶龙昂帕雷为新市镇行政中心。

## 地理
穆耶龙昂帕雷（46°40'33"N, 0°50'58"W）面积19.97 平方千米，位于法国卢瓦尔河地区大区旺代省，该省份为法国西部沿海省份，北起大西洋卢瓦尔省和曼恩-卢瓦尔省，西临大西洋，南至滨海夏朗德省，东部及东南部与德塞夫勒省接壤。
穆耶龙昂帕雷的时区为UTC+01:00、UTC+02:00（夏令时）。

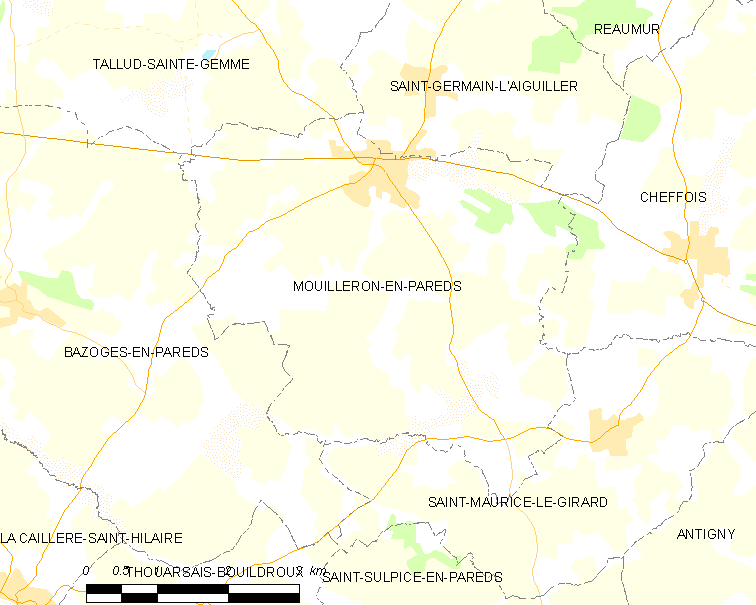
穆耶龙昂帕雷的OSM定位图

## 行政
穆耶龙昂帕雷的邮政编码为85390，INSEE市镇编码为85154。

## 政治
穆耶龙昂帕雷所属的省级选区为拉沙泰涅赖县。

## 人口

1962-2008年间穆耶龙昂帕雷人口变化图示

穆耶龙昂帕雷于2018年1月1日时的人口数量为1388人。